# Miriam
Miriam  è un nome proprio di persona italiano femminile.

## Varianti
- Femminili: Miriana[1][3], Miria[1][2], Myria[2], Myriam[2][4], Miryam[2], Mirjam[2], Mjriam[2], Mirian[2]
- Maschili: Mirio[2]

### Varianti in altre lingue
- Amarico: ሚሪአም (Miriam)
- Bosniaco: Merjem[3], Merjema[3]
- Catalano: Miriam[5]
- Ceco: Miriam[3]
- Croato: Mirjam, Mirjana[6]
- Danese: Miriam[3]
- Ebraico: מִרְיָם (Miriam)[3]
  - Ipocoristici: מירי (Miri)[3]
- Egiziano: Myriam, Miryam, Miriam
- Estone: Mirjam[3]
- Finlandese: Mirjam[3], Mirjami[3], Mirja[3]
- Francese: Myriam[3]
- Inglese: Miriam[3]
- Macedone: Мирјана (Mirjana)[6]
- Norvegese: Miriam[3]
- Olandese: Mirjam[3]
- Polacco: Miriam
- Portoghese: Miriam[3]
- Serbo: Мирјам (Mirjam), Мирјана (Mirjana)[6]
- Slovacco: Miriam[3], Miriama[3]
- Sloveno: Mirjam[3], Mirjana[6]
- Spagnolo: Miriam[3][5]
- Svedese: Miriam[3]
- Tedesco: Miriam[3], Mirjam[3]
- Turco: Meryem
- Yiddish
  - Alterati: מִירֶעל (Mirele)[3]

## Origine e diffusione
Si tratta, in buona sostanza, di una variante del nome Maria, di cui riprende la forma ebraica, ossia מִרְיָם (Miryam).
Nella Bibbia, questa forma del nome è utilizzata per la figura di Miriam, sorella dei patriarchi ebraici Aronne e Mosè di cui si narra nel libro dell'Esodo. Il nome, che ha sempre goduto di particolare fortuna nelle comunità ebraiche, in Italia è invece principalmente cristiano, diffusosi anche per moda esotica e per il suono piacevole, ed è attestato principalmente al Centro-Nord oltre che in Abruzzo. In inglese, invece, cominciò ad essere usato dai cristiani solo a seguito della Riforma protestante.

## Onomastico
L'onomastico si festeggia lo stesso giorno del nome Maria.

## Persone

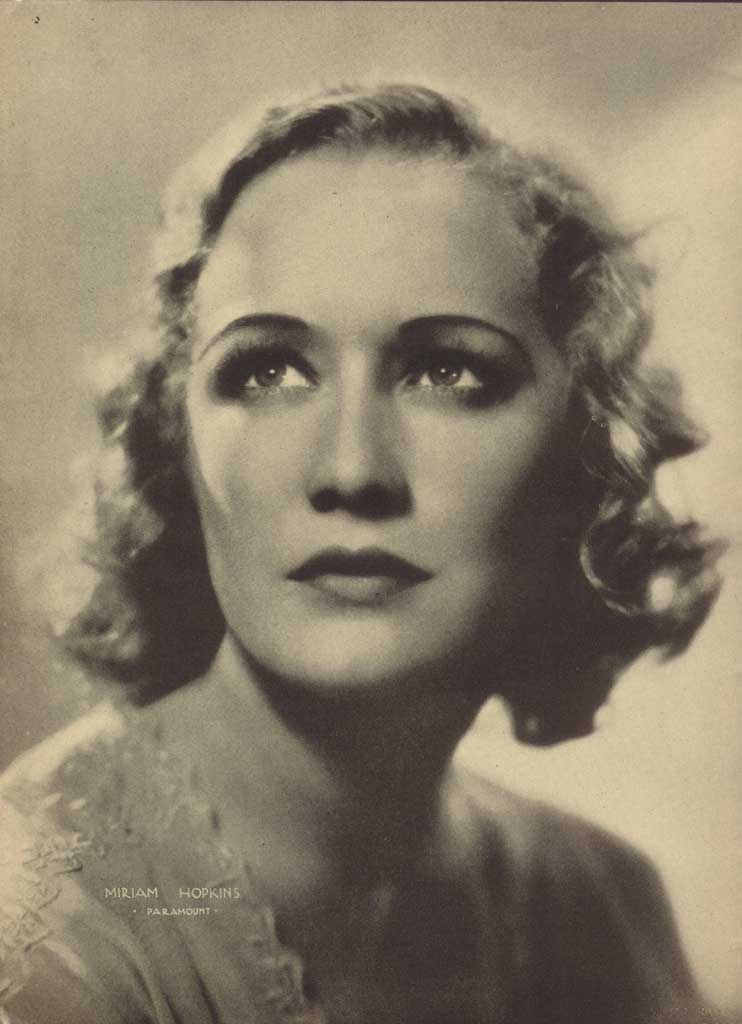
Miriam Hopkins

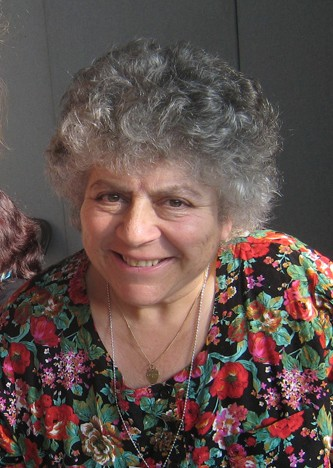
Miriam Margolyes

- Miriam Giovanelli, attrice e modella italiana naturalizzata spagnola
- Miriam Gössner,  biatleta e fondista tedesca
- Miriam Hopkins, attrice statunitense
- Miriam Lahnstein, attrice tedesca
- Miriam Leone, modella, conduttrice televisiva e attrice italiana
- Miriam Mafai, giornalista, scrittrice e politica italiana
- Miriam Makeba, cantante sudafricana
- Miriam Margolyes, attrice britannica naturalizzata australiana
- Miriam Nesbitt, attrice statunitense
- Miriam Pirazzini, mezzosoprano italiano
- Miriam Quiambao, modella, conduttrice televisiva e attrice filippina
- Miriam Toews, scrittrice canadese
- Miriam Yeung, cantante e attrice cinese

### Variante Myriam
- Myriam Bru, attrice francese

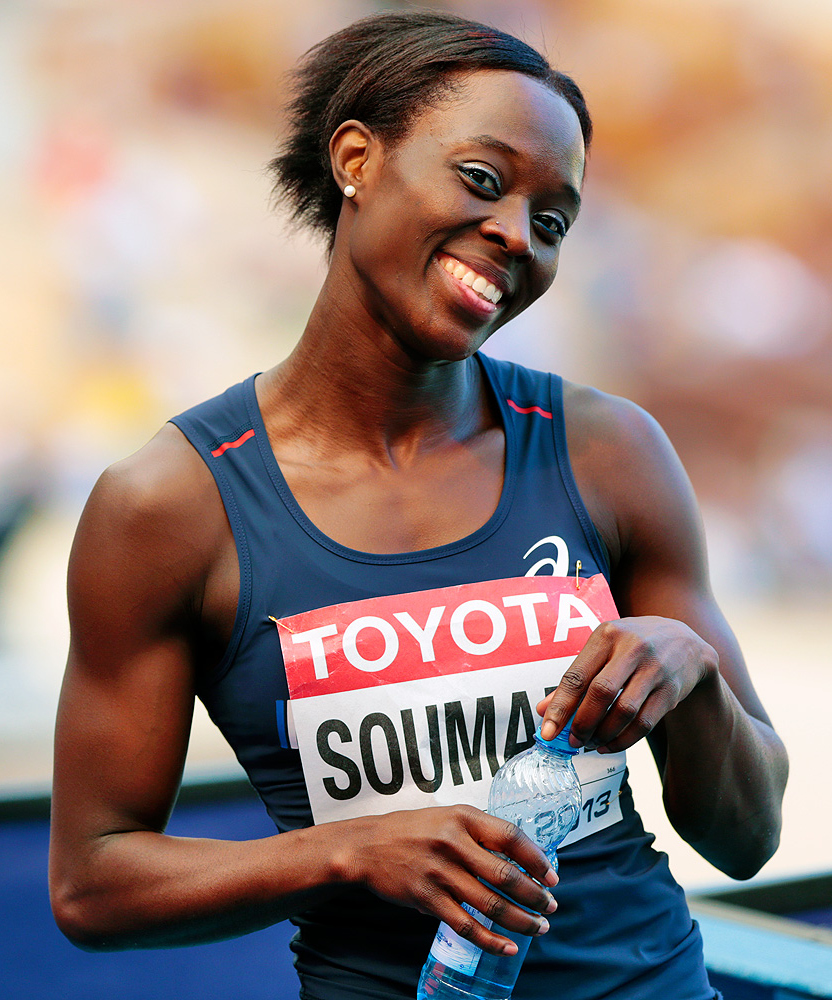
Myriam Soumaré

- Myriam Catania, attrice e doppiatrice italiana
- Myriam de Urquijo, attrice argentina
- Myriam Fares, cantante libanese
- Myriam Fecchi, conduttrice radiofonica e televisiva italiana
- Myriam Ferretti, soprano italiano
- Myriam Kloster, pallavolista francese
- Myriam Soumaré, atleta francese
- Myriam Stocco, modella francese
- Myriam Sylla, pallavolista italiana

### Variante Mirjam
- Mirjam Melchers, ciclista su strada e ciclocrossista olandese
- Mirjam Ott, giocatrice di curling svizzera
- Mirjam Puchner, sciatrice alpina austriaca

### Altre varianti

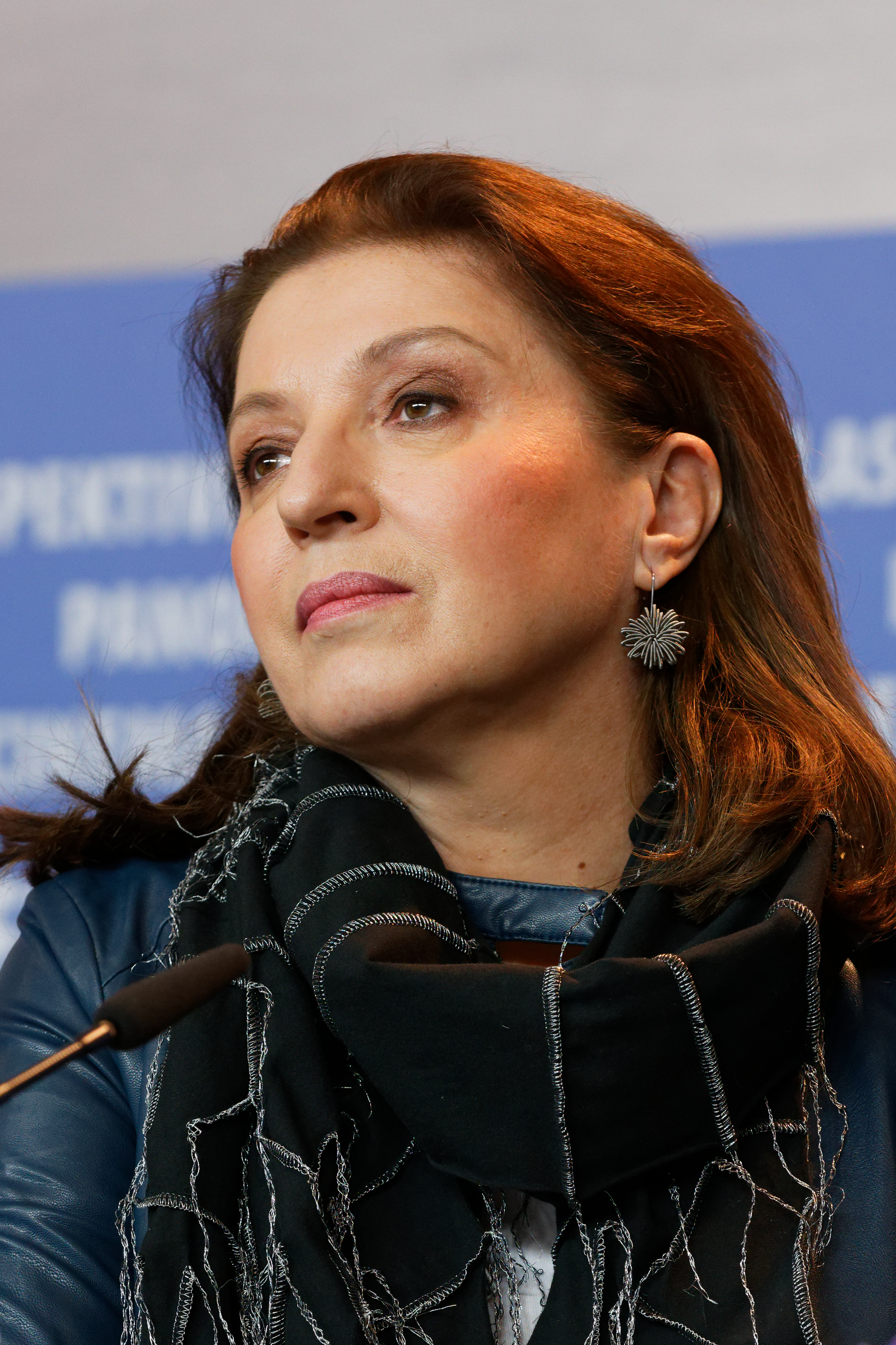
Mirjana Karanović

- Miria di San Servolo, attrice italiana
- Mirjana Karanović, attrice serba
- Mirjana Lučić-Baroni, tennista croata
- Miriana Trevisan, showgirl italiana

## Il nome nelle arti
- Miryam è un film muto italiano del 1929 diretto da Enrico Guazzoni.
- Miria è un personaggio del manga Claymore.
- Miriam Blaylock è un personaggio del film del 1983 Miriam si sveglia a mezzanotte, diretto da Tony Scott.
- Miriam Cohen è la protagonista del romanzo di Fulvio Tomizza La città di Miriam.
- Miria Harvent è un personaggio della serie animata Baccano!.
- Myria Parino è un personaggio della serie animata Fortezza superdimensionale Macross.
- Miriam Von Heidenberg Saalfeld è un personaggio della soap opera Tempesta d'amore.
- Miriam è una canzone di Norah Jones.
- Miriam è un personaggio che dà il nome a un racconto di Truman Capote.
- Miriam Forcible è un personaggio di Coraline e la porta magica.
- Miriam Beaks è un personaggio del cartone animato Harvey Beaks.
- Myriam è la protagonista del romanzo di David Grossman Che tu sia per me il coltello.